# Власов Василь Володимирович
Власов Василь Володимирович (28 жовтня 1956, м. Чернівці) - доктор медичних наук, професор кафедри хірургії з курсом стоматології ФІГО Вінницького національного медичного університету  імені М.І. Пирогова МОЗ України, хірург вищої категорії, заслужений лікар України, секретар обласного наукового товариства хірургів Хмельницької області, член-кореспондент Академії медико-технічних наук України.

## Біографія
В 1973 р. після закінчення середньої школи Василь Володимирович вступив до Чернівецького державного медичного інституту, який закінчив з відзнакою у 1979 р.
З 1980 -  працює лікарем-хірургом  ІІІ категорії хірургічного відділення Хмельницької обласної клінічної лікарні.
У 1992 р. атестований комісією Хмельницького управління охорони здоров`я на вищу кваліфікаційну категорію з хірургії.
З 1994 р. обраний секретарем обласного наукового товариства хірургів Хмельницької області, двічі обирався членом правління республіканського наукового товариства хірургів.
У 1997 р. за великий внесок у розвиток та становлення теоретичної та практичної хірургії Власов Василь Володимирович обраний членом-кореспондентом Академії  медико-технічних наук України.
З 2002 р. на посаді асистента, а згодом як доцент відповідає за наукову роботу кафедри хірургії факультету післядипломної освіти (м. Хмельницький) Вінницького національного медичного університету імені М.І. Пирогова.
Обраний членом редакційної колегії науково-практичного медичного журналу Буковинської державної медичної академії та наукового товариства анатомів, гістологів, ембріологів і топографоанатомів України "Клінічна анатомія та оперативна хірургія". Є членом асоціації хірургів-герніологів та баріатричних хірургів України.

## Доробок
Під керівництвом професорів В.М. Круцяка і Б.О. Мількова виконав і 1990 року захистив кандидатську дисертацію на тему: "Морфологічне і експериментальне обґрунтування дренування черевної порожнини і параперитонеального введення антибіотиків у комплексному лікуванні розлитого гнійного перитоніту", в якій було відображено новий підхід до дренування порожнини очеревини при гнійному розлитому перитоніті.
У 2002 р. В.В. Власов захистив докторську дисертацію на тему: "Етіологія, патогенез, профілактика та лікування післяопераційних вентральних гриж" (науковий консультант – професор Б.О. Мільков).
Василь Володимирович  Власов є автором 23 винаходів, 50 раціоналізаторських пропозицій і понад 250 друкованих робіт. Ним розширено сучасні уявлення про етіологію, патогенез, методи лікування і профілактику гриж.

## Нагороди
У 2002 р. Указом Президента України йому присвоєне почесне звання "Заслужений  лікар України". В 2004 р. нагороджений дипломом лауреата Міжнародного Академічного Рейтингу популярності "Золота Фортуна".
В 2005 р. нагороджений дипломом та занесений на обласну Дошку Пошани "Кращі люди Хмельниччини".